# Kashitu (Masaiti)
Kashitu è un ward dello Zambia, parte della Provincia di Copperbelt e del Distretto di Masaiti.